# آناستازیا پیفوارووا
 آناستازیا پیفوارووا (روسی: Анастасия Олеговна Пивоварова؛ زادهٔ ۱۶ ژوئن ۱۹۹۰) یک تنیس‌باز اهل روسیه است. 